# (2622) Bolzano
(2622) Bolzano (1981 CM; 1934 CH1; 1972 JJ1; 1972 KB; 1978 NR2; 1978 OD; 1979 WN) ist ein ungefähr 14 Kilometer großer Asteroid des äußeren Hauptgürtels, der am 9. Februar 1981 vom slowakischen (damals: Tschechoslowakei) Astronomen Ladislav Brožek am Kleť-Observatorium auf dem Kleť in der Nähe von Český Krumlov in der Tschechischen Republik (IAU-Code 046) entdeckt wurde. Er gehört zur Eos-Familie, einer Gruppe von Asteroiden, die nach (221) Eos benannt ist.

## Benennung
(2622) Bolzano wurde anlässlich dessen 200. Geburtstages nach dem tschechischen Mathematiker und Philosophen Bernard Bolzano (1781–1848) benannt. Er war von 1805 bis 1819 Professor an der Karls-Universität.